# Passiflora serratifolia
Passiflora serratifolia L. – gatunek rośliny z rodziny męczennicowatych (Passifloraceae Juss. ex Kunth in Humb.). Występuje naturalnie w Meksyku, Belize, Gwatemali, Hondurasie, Nikaragui i Kostaryce. 

## Morfologia
PokrójZdrewniałe, trwałe, owłosione liany.
LiściePodłużnie owalne, prawie sercowate u podstawy. Mają 4–19 cm długości oraz 1,5–8 cm szerokości. Ząbkowane, ze spiczastym wierzchołkiem. Ogonek liściowy jest owłosiony i ma długość 5–20 mm. Przylistki są liniowe.
KwiatyPojedyncze. Działki kielicha są podłużne, mają 2,5–3 cm długości. Płatki są podłużne, mają 1,5–2 cm długości. Przykoronek ułożony jest w 2–4 rzędach.
OwoceSą jajowatego kształtu. Mają 5–9 cm długości.

## Biologia i ekologia
Występuje w wiecznie zielonych lasach na wysokości 500 m n.p.m.